# Xenophon
Xenophon of Xenophon van Athene, Oudgrieks: Ξενοφῶν, Xenophōn, Erchia ca. 430 v.Chr. – Korinthe 355 v.Chr., was een schrijver uit de tijd van het oude Griekenland. Onder andere de Anabasis is van zijn hand.

## Biografie
Xenophon werd omstreeks 430 v.Chr. in de Attische deme Erchia geboren, in de buurt van Athene. Omdat hij uit een welgestelde aristocratische familie stamde was hij in de gelegenheid onderricht bij de sofisten te volgen. Zijn afkomst leidde ertoe dat hij zich steeds onwennig heeft gevoeld in het democratische Athene en er zich enigszins als dissident gedroeg.
Er zijn twee gebeurtenissen die voor Xenophon belangrijk zijn geweest. Xenophon had een goed contact met Socrates, was een van Socrates' vrienden en heeft hem zijn leven lang bewonderd. Dankzij Xenophon is heel wat informatie over Socrates bewaard gebleven, die zelf nooit iets opschreef. De andere gebeurtenis was de Peloponnesische Oorlog, 431 tot 404 v.Chr. Xenophon heeft daar ook over geschreven. Hij was toen nog jong en stond, omdat hij een aristocraat was, dus voorstander van een oligarchische staatsvorm, eerder aan de kant van  Sparta.
Er kwam in 404 v.Chr. een einde aan de Peloponnesische oorlog, die door Sparta werd gewonnen. Athene moest in het vredesoverleg veel toegeven en het werd door Sparta bezet met een Spartaans gezinde oligarchie. De Dertig, een groep van Atheners, die op de hand van Sparta waren, voerden een antidemocratisch schrikbewind. Xenophon kreeg een baan als administratief medewerker en vond in deze periode aansluiting bij de filosofische vrienden-leerlingenkring rond Socrates.
Rond de eeuwwisseling ondernam de Perzische prins Cyrus de Jongere een poging tot staatsgreep om zijn broer koning Artaxerxes II van de troon te stoten. Cyrus had tijdens de Peloponnesische Oorlog Sparta financieel gesteund, in ruil voor het bewind over de stadstaten in Klein-Azië, dus rekende hij voor zijn staatsgreep op hulp van Griekenland en Sparta. Proxenos uit Thebe nam deel aan de Tocht van de Tienduizend. Deze wist zijn vriend Xenophon ertoe over te halen om, na het herstel van de democratie, als waarnemer aan de expeditie deel te nemen. Dat gaf Xenophon de gelegenheid om voor enkele jaren uit Athene te verdwijnen en een reis door het Perzië te maken. De veldtocht is op niets uitgedraaid en nadat Cyrus in de strijd was gesneuveld, nam Xenophon op algemeen verzoek de leiding van de ver van huis aan hun lot overgelaten Griekse huurlingen op zich. De reis onder zijn leiding naar huis heeft van 401 tot 399 v.Chr. geduurd en ze zijn daarbij op veel verschillende plaatsen geweest, maar minstens 5.000 van de ongeveer 13.000 soldaten keerden niet in Griekenland terug. Xenophon heeft het relaas van deze reis later in zijn Anábasis opgetekend.
Men had in Athene Xenophons optreden met lede ogen aangezien en hij werd dan ook door een verbanningsdecreet getroffen. Dat was geeneens erg nodig. Xenophon besloot bij zijn terugkeer in Griekenland, teleurgesteld door de gebeurtenissen tijdens zijn afwezigheid met onder andere het doodvonnis tegen Socrates, voorgoed met zijn vaderstad te breken en liep over naar de Spartanen, die hem gastvrij onthaalden. Hij bracht het tot persoonlijke vriend en raadsman van koning Agesilaüs II, die hij op diens militaire campagnes begeleidde en voor wie hij nog een lijkrede zou schrijven.
Hij kreeg voor bewezen diensten van Sparta een landgoed in Scillus, Σκιλλούς, nu Σκιλλουντία, nabij Olympia, in de landstreek Elis, waar hij zich in 390 v.Chr. terugtrok, leefde er als herenboer en schrijver en beleefde daar samen met zijn vrouw en zijn twee zonen de twintig gelukkigste jaren van zijn leven. Bijna al zijn boeken kwamen daar tot stand. Maar het noodlot sloeg toe toen Sparta in 371 v.Chr. tegen de Thebanen in de slag bij Leuktra een zware nederlaag leed en Xenophon door de politieke gevolgen van de nederlaag gedwongen werd Scillus weer te verlaten. De streek waar hij woonde was immers 'afgescheurd' van Sparta. Zijn oudste zoon Gryllos sneuvelde in dienst van Athene in de slag bij Mantinea. Ondanks de amnestie die hij intussen in Athene had gekregen, wenste hij er nooit meer terug te keren. Hij vestigde zich te Korinthe waar hij in 355 v.Chr. ook overleed.

## Werken
Overzicht van Xenophons belangrijkste werken:
- Anábasis, Ἀνάβασις, uitspraak met klemtoon op de tweede –a-

Xenophon beschrijft in dit verslag van de Tocht der Tienduizend uitvoerig de avonturen die hij met het huurlingenleger heeft beleefd op de tocht tot ver in het binnenland van Azië. Ze zijn bij het huidige Bagdad geweest. Letterlijk betekent Anabasis Tocht naar het binnenland, maar in de zeven boeken van dit werk heeft hij ook de 'katabasis' of terugkeer beschreven.
- Hellenica, Ἑλληνικά, uitspraak met klemtoon op de -a-

Dit werk is een voortzetting van het afgebroken, historische werk van de schrijver Thucydides. Het behandelt de gebeurtenissen in Griekenland tussen de jaren 411 en 362 v.Chr., dus voor Xenophon eigentijdse geschiedenis, uiteengezet in een aantal dramatische taferelen.
- Memorabilia of Herinneringen aan Socrates, Ἀπομνημονεύματα Σωκράτους

Uit deze herinneringen aan Socrates blijkt Xenophons verregaande bewondering voor de grote filosoof. In een aantal fictieve dialogen confronteert Xenophon Socrates met vrienden en tegenstanders en bewijst op die manier Socrates eer. Xenophon verdedigt Socrates, die al was overleden en beschrijft tevens Socrates’ opvattingen in verband met politiek en openbaar leven.
- Cyropaedia of De vorming van Kyros, Κύρου Παιδεία

Deze 'historische roman' beschrijft de opvoeding en het voor het grootste deel fictieve levensverhaal van Cyrus de Oudere, de stichter van het Perzische Rijk en van de Perzische dynastie, die in de 6e eeuw v.Chr. leefde. Xenophon typeert Cyrus de Oudere als de ideale vorst en gebruikt hem om zijn eigen opvattingen over opvoeding, politieke en militaire aangelegenheden uit de doeken te doen.
Andere werken van Xenophon:
- Agesilaüs

Deze lofrede schreef Xenophon naar aanleiding van het overlijden van zijn vriend Agesilaüs, koning van Sparta
- Symposion

In dit werk speelt, net zoals in de veel bekendere, gelijknamige dialoog van Plato, Socrates een hoofdrol. Het is een weergave van gesprekken naar aanleiding van een in 422 gehouden feest waarbij Socrates aanwezig was.
- Oeconomicus of Leiding van het huishouden, Οἰκονομικός

Socrates spreekt in dit werk met een zekere Ischomachus over het beheer van diens bezit.
- Hiëro, dialoog over tirannie
- Poroi

Dit werk over de Atheense staatsinkomsten suggereert een hervorming van het Atheense belastingstelsel.
- Xenophon was een verwoed paardenliefhebber. Dat blijkt onder meer uit zijn theoretische werkjes de Hipparchicus, Ἱππαρχικός, dat raadgevingen bevat voor een cavalerie-aanvoerder, en de Peri Ippikès, Περί Ιππικής, over het houden en verzorgen van paarden.
- Xenophon betoogt in zijn verhandeling Staat van de Spartanen, Λακεδαιμονίων Πολιτεία, dat de wetgeving van Lycurgus de basis van de Spartaanse machtspositie vormt. Deskundigen zijn van oordeel dat het werk waarschijnlijk niet van Xenophon is.

Vaak wordt zijn literatuur, vooral de technische werken, als saai omschreven, maar desondanks is hij nu nog steeds vanwege de vlotheid van zijn dialogen en de levendige beschrijving van de gebeurtenissen in de Anabasis even vermaard als in de klassieke oudheid. Zijn werk was en is voor veel generaties gymnasiasten de eerste introductie tot het Attische Grieks. De teksten zijn relatief vlot leesbaar.

## Nederlandse vertalingen
- De Spartaanse maatschappij, vertaling Gerard Janssen, 2008, ISBN 9789076792026
- Hiëro, vertaling Vincent Hunink, in: Nexus, nr. 36, 2003, blz 73-89
- Herinneringen aan Socrates, vertaling Cornelis Verhoeven, 2000, ISBN 9058480062
- Kyros de Grote. De vorming van een vorst, vertaling John Nagelkerken, 1999, ISBN 9789058480026
- Griekse oorlogen, vertaling Gerard Koolschijn, 1991, ISBN 9789025351373
- Herinneringen en beschouwingen. Een bloemlezing uit Hellenica, Memorabilia, Anabasis, Cyropaedie en Oeconomicus, vertaling Eddy De Laet, 1979, ISBN 9789002140532
- Xenophon's Herinneringen aan Socrates, vertaling Ch.M. van Deventer, 1894
- Xenophon Agesilaos, vertaling Ronald Henk Jonkvorst, 2021, ISBN 9789464188264
- Paardrijden. Eene handleiding voor den ruiter, vertaling C.A. van Woelderen, 1909